# Чому? (пісня)
«Чому?» або «Чому квіти мають очі» — пісня української співачки Джамали, яка стала саундтреком до фільму «Поводир».

## Список пісень
| #  | Назва                   | Тривалість |
| -- | ----------------------- | ---------- |
| 1. | «Чому?»                 | 3:47       |
| 2. | «Meni ğamdan azat eyle» | 4:10       |